# 무정 (상나라)

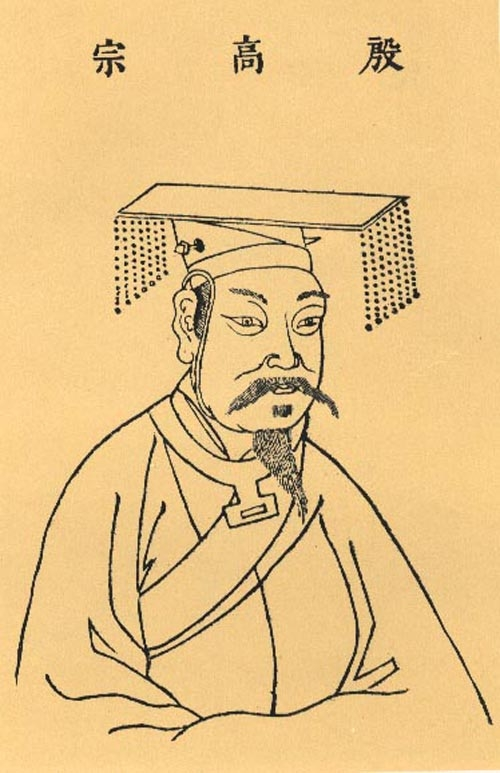
무정

무정(武丁, 기원전 1250년 ~ 기원전 1192년)은 상나라의 제23대 왕이다. 씨는 자(子), 이름은 소(昭), 묘호는 고종(高宗)이다.

## 생애
태자 시절부터 현인 감반(甘盤)에게서 학문을 배웠다. 《사기》에는 소을의 아들로써 뒤를 이어 즉위하여 쇠약한 나라를 일으키고자 했지만 자신을 보좌해줄 적임자를 찾지 못해 고민하던 그는 3년 동안 부왕의 빈소에서 아무 말도 하지 않는(《서경》무일편) 상태로 정치에 관해서는 모두 총재에게 맡긴 채로 지냈다. 그러다 꿈에 성인(聖人)을 만났는데, 열(說)이라는 이름을 그를 꿈에서 깬 뒤 무정은 찾아서 등용하려 했지만, 신하와 백관들 사이에 아무도 그러한 인물은 없었고, 사람을 시켜 각지에서 열과 같은 인물을 찾게 한 끝에 부험에서 죄 짓고 길 닦는 노역에 종사 중이던 열을 찾아낼 수 있었다. 무정은 그와 이야기를 나눈 끝에 그가 자신이 찾던 성인임을 확신하고, 그에게 부(傅)라는 성을 주고 부열이라 불렀다. 이후 부열의 보좌로 상은 다시 부흥하게 되었다고 한다.
귀방(鬼方)이라 불리는 이민족을 3년에 걸친 전투 끝에 토벌하고, 군사적으로도 은의 세력을 사방으로 확대하였다. 또한 무정의 왕비로써 제사장과 군사령관으로 임명된 부호(婦好) 또한 몸소 군을 지휘하여 주변의 이민족을 정벌하는 등 상의 안정을 가져 왔다. 그가 죽고 아들인 조경이 왕위를 이었다. 덧붙여 무정의 무덤에서는 갑골문이 발견되었다.
아들로 조기(祖己)・조경(祖庚)・조갑(祖甲)이 있었는데, 복사(卜辞)에서는 이들이 순서대로 즉위했다고 했으나, 《사기》등의 문헌에는 조기는 즉위하지 않았다고 하였다.

## 기록
천자문의 70번째 문장에 '열감무정'이라는 구절이 있다. 부열이 은 고종인 무정을 감화시켰다는 뜻이다.

## 같이 보기
- 부호 (상나라)
- 상나라
- 은허